# Gare de Aïn El Hadjar
La gare de Aïn El Hadjar, ou gare de Aïn-el-Hadjar, est une ancienne gare ferroviaire algérienne située dans la commune de Aïn El Hadjar, dans la wilaya de Saïda.

## Situation ferroviaire
Établie à une altitude de 1 015,450 m, la gare est située au point kilométrique (PK) 219,700 de la ligne d'Oran à Kenadsa, où elle est précédée de l'ancienne gare de Saïda et suivie de l'ancienne gare de Bourached.

## Histoire
La gare est mise en service le 1er juin 1881 lors de l'ouverture de la section de Saïda à Khralfallah de l'ancienne ligne à voie étroite de 1 055 mm d'Oran à Kenadsa, où elle était précédée de la gare de Saïda (gare de Rebahia)  et suivie de la gare de Bou-Rached,,.